# 科尔杜昂灯塔
科尔杜昂灯塔（發音：[faʁ də kɔʁdwɑ̃]），又称科尔杜安灯塔、哥杜昂灯塔，是位於法國新阿基坦大区吉倫特省吉伦特河口的燈塔。高度68公尺。1611年竣工，1862年成為法國的歷史建築。2021年，登錄為聯合國教科文組織的世界遺產。

## 外部連結
- Cordouan lighthouse official website （页面存档备份，存于） : virtual visit, 3D restitution, more than 800 documents about Cordouan
- Cordouan Information （法語）